# Space Boogie: Smoke Oddessey
| Críticas profissionais | Críticas profissionais |
| Avaliações da crítica  | Avaliações da crítica  |
| Fonte                  | Avaliação              |
| ---------------------- | ---------------------- |
| Allmusic               | link                   |
| DubCNN.com             | link                   |
| Entertainment Weekly   | B+ link                |
| HipHopDX.com           | link                   |
| NME                    | 8/10 link              |
| RapReviews.com         | 7.5/10 link            |
| Rolling Stone          | link                   |
| USA Today              | link                   |
| Vibe                   | link                   |

Space Boogie: Smoke Oddessey é o terceiro álbum de estúdio do rapper Kurupt, é também o seu último álbum lançado pela Antra Records. É também seu primeiro álbum solo a não apresentar produção de Dr. Dre. Ele logo assinou outro contrato com a Death Row Records, como um artista solo.

## Lista de faixas
1. "Blast Off (Intro)" 1:50
2. "Space Boogie" Com Nate Dogg 4:11
  - Produzida por Fredwreck
3. "Hate On Me" Com Soopafly & Damani 3:48
  - Produzida por Soopafly
4. "On Da Grind" Com Daz Dillinger 3:39
  - Produzida por Daz Dillinger
5. "It's Over" Com Natina Reed 3:24
  - Produzida por Christopher Arms & Darrin Lockings
6. "Can't Go Wrong" Com DJ Quik & Butch Cassidy 4:03
  - Produzida por DJ Quik
7. "On, Onsite" Com Lil' 1/2 Dead 4:19
  - Produzida por Fredwreck
8. "Sunshine" Com Jon B 4:52
  - Produzida por Jon B
9. "The Hardest..." Com Xzibit, Nate Dogg & MC Ren 4:31
  - Produzida por Fredwreck
10. "Gangsta's" Com Daz Dillinger 4:30
  - Produzida por Daz Dillinger & Mike Dean
11. "Bring Back That G..." Com Snoop Dogg & Goldie Loc 4:30
  - Produzida por Fredwreck
12. "Lay It On Back" Com Fred Durst, DJ Lethal & Nate Dogg 3:59
  - Produzida por Fredwreck
13. "Just Don't Give A..." Com DJ Lethal 5:00
  - Produzida por DJ Lethal
14. "At It Again" 3:33
  - Produzida por Damizza
  - Vocais adicionais de Fingazz
  - Samples "Just Got Paid" de Johnny Kemp
15. "Kuruption" Com Everlast 5:53
  - Produzida por Fredwreck
16. "Da World" Com Daz Dillinger 5:05
  - Produzida por Fredwreck
17. "Bitches (Faixa Bônus)" Com Roscoe & Butch Cassidy 3:34
  - Produzida por Damizza

## Posições do álbum nas paradas musicais
| Ano  | Álbum                        | Posições      | Posições               |
| Ano  | Álbum                        | Billboard 200 | Top R&B/Hip Hop Albums |
| ---- | ---------------------------- | ------------- | ---------------------- |
| 2001 | Space Boogie: Smoke Oddessey | 10            | 5                      |